# Gary Kildall
Gary Arlen Kildall (Seattle, 19 de maig de 1942 - Monterey, 11 de juliol de 1994) va ser un científic de la computació i empresari estatunidenc que va crear el sistema operatiu CP/M i va fundar la Digital Research, Inc. (DRI). Kildall va ser una de les primeres persones a veure els microprocessadors com a ordinadors plenament capaços en comptes de només com a controladors d'equipaments i a organitzar una empresa basada en aquest concepte. També va ser el copresentador del programa de televisió The Computer Chronicles, a la cadena pública PBS. La seva carrera en la informàtica s'estén per més de dues dècades, però Kildall és avui molt més recordat per la temptativa fracassada, feta per la IBM (per recomanació de Bill Gates) el 1980, de llicenciar el CP/M per a l'IBM PC.

## Biografia

### Primers anys de vida
Gary Kildall va néixer i va créixer a Seattle, Washington, on la seva família tenia una escola de marineria. El seu pare, Joseph Kildall, era un capità d'herència noruega. La seva mare Emma era d'ascendència meitat sueca, ja que l'àvia de Kildall va néixer a Långbäck, Suècia, al municipi de Skellefteå, però va emigrar al Canadà als 23 anys d'edat.

### Formació
Kildall va anar més tard a la Universitat de Washington (UW), amb l'esperança de fer-se professor de matemàtiques. Durant els seus estudis, Kildall es va interessar cada cop més per la tecnologia informàtica i es va llicenciar el 1972.
Gary va complir amb la Marina dels Estats Units ensenyant a la Naval Postgraduate School (NPS) de Monterey, Califòrnia. A una hora en cotxe de Silicon Valley, Kildall va saber parlar del primer microprocessador disponible comercialment, l'Intel 4004. Va comprar un dels processadors i va començar a escriure programes experimentals per a ell. Per obtenir més informació sobre els processadors, va treballar a Intel com a consultor durant els seus dies lliures.
Kildall va tornar breument a la UW i va acabar el seu doctorat en informàtica el 1972, després va reprendre l'ensenyament a NPS. Va publicar un article que va introduir la teoria de l'anàlisi del flux de dades que s'utilitza avui en l'optimització de compiladors (de vegades conegut com el mètode de Kildall), i va continuar experimentant amb microordinadors i la tecnologia emergent dels disquets.
Intel li va prestar sistemes amb els processadors 8008 i 8080, i el 1973 va desenvolupar el primer llenguatge de programació d'alt nivell per a microprocessadors, anomenat PL/M. Per a Intel també va escriure simuladors de conjunts d'instruccions 8008 i 8080 anomenats INTERP/8 i INTERP/80. Va crear CP/M el mateix any per permetre que el 8080 controlés una disquetera, combinant per primera vegada tots els components essencials d'un ordinador a escala de microordinador. Va demostrar CP/M a Intel, però Intel tenia poc interès i va optar per comercialitzar PL/M.

### Vida personal
Kildall es va descriure a si mateix com un greaser durant l'escola secundària, i els seus col·legues el recorden com a creatiu, desenfadat i aventurer. A més de volar, li encantaven els cotxes esportius, les curses d'automòbils i la navegació, i va tenir un amor pel mar de tota la vida.
| « | Crec que faré una cinta de casset de l'"IBM Flying Story". Portaré unes quantes còpies a la jaqueta per repartir-les de tant en tant. Només hi ha un problema. Explicaré aquesta història [a algú], i després d'haver acabat, la mateixa persona [dirà]: "Sí, però vas volar i vas fer volar IBM?Computer Connections | » |

Encara que Kildall va preferir abandonar l'assumpte IBM en el passat i ser conegut pel seu treball abans i després, contínuament s'enfrontava a comparacions entre ell i Bill Gates, així com els records esvaïts de les seves contribucions. Una llegenda va créixer al voltant de la fatídica reunió IBM-DRI, encoratjada per Gates i uns quants periodistes, suggerint que Kildall s'havia pres irresponsablement el dia lliure per a un vol recreatiu.
En anys posteriors, Kildall va expressar en privat sentiments amargs per ser eclipsat per Microsoft, i va començar a patir alcoholisme.
Vendre DRI a Novell havia fet de Kildall un home ric i es va traslladar al suburbi d'Austin de West Lake Hills. La seva casa d'Austin era una propietat al costat del llac, amb aparcament per a uns quants cotxes esportius i un estudi de vídeo al soterrani. Kildall tenia i volava amb el seu propi Learjet i tenia almenys un vaixell al llac. Mentre estava a Austin, també va participar en esforços voluntaris per ajudar els nens amb VIH/SIDA. També posseïa una mansió amb vista panoràmica sobre l'oceà a Pebble Beach, Califòrnia, prop de la seu de DRI.

## Trajectòria empresarial

### CP/M
Kildall i la seva dona Dorothy van crear una compañia (originalment anomenada Intergalactic Digital Research, a posteriori anomenada Digital Research, Inc., per vendre CP/M a través d'anuncis a revistes d'aficionats. Digital Research va llicenciar CP/M pel IMSAI 8080, un clon molt popular del Altair 8800. A mesura que més fabricants van llicenciar el CP/M, es va convertir en un estàndard de facto i va requerir suportar un creixent nombre de dispositius hardware. Com a resposta Kildall va inventar el concepte de BIOS, un conjunt de programes simples enmagatzemats al hardware de la computadora (chip ROM o EPROM) que permetien a CP/M córrer sobre diferents sistemes sense modificacions.
El ràpid èxit de CP/M va agafar a Kildall per sorpresa i va ser massa lent per actualitzar-lo i fer-ho compatible amb els Floppy discs i els Disc durs. Quan els fabricants de hardware van parlar de crear un sistema operatiu rivel, Kildall va començar un agresiu projecte per desenvolupar CP/M 2. Al voltant de 1981, al pic de la seva popularitat, CP/M funcionava sobre 3.000 models de computadors diferents i la Digital Research, Inc. tenia US$5,4 milions en ingresos.

## Connexions d'ordinador
El 1992, Kildall va ser convidat a l'esdeveniment del 25è aniversari del programa informàtic de la Universitat de Washington. Com a graduat distingit del programa, Kildall es va sentir decebut quan se li va demanar que assistís simplement com a membre del públic. També es va ofendre per la decisió de donar el discurs principal a Bill Gates, un abandonat de Harvard que havia donat a UW, però que mai hi havia assistit.
En resposta, Kildall va començar a escriure unes memòries, titulades Computer Connections: People, Places, and Events in the Evolution of the Personal Computer Industry. Les memòries, que Kildall pretenia publicar, expressaven la seva frustració perquè la gent no semblava valorar l'elegància en el programari informàtic.
| «                                    | No us penseu ni un minut que [Bill] Gates en va fer un gran moment a causa del seu coneixement tècnic. | » |
| — Gary Kildsll, Computer Connections | |   |

En escriure sobre Bill Gates, Kildall el va descriure com més un oportunista que un tipus tècnic, i molt opinió, fins i tot quan l'opinió que té és absurda.
En un apèndix, va anomenar DOS  un robatori senzill. perquè les seves primeres 26 trucades al sistema funcionaven igual que les de CP/M. Va acusar IBM d'inventar la diferència de preu entre PC DOS i CP/M-86 per tal de marginar CP/M.
Kildall havia completat un esborrany del manuscrit a finals de 1993, però el text complet segueix sense publicar-se. El periodista Harold Evans va utilitzar les memòries com a font principal per a un capítol sobre Kildall al llibre de 2004 They Made America, concloent que Microsoft havia robat a Kildall els seus invents. Els veterans d'IBM del projecte de PC van disputar la descripció dels esdeveniments del llibre, i Microsoft la va descriure com a unilateral i imprecisa.
L'agost de 2016, la família de Kildall va fer que els primers set capítols de Computer Connections estiguin disponibles com a descàrrega pública gratuïta.

## Mort
El 8 de juliol de 1994, a l'edat de 52 anys, Kildall va patir una ferida al cap al Franklin Street Bar & Grill, un bar de motoristes a Monterey, Califòrnia. Les circumstàncies exactes de la lesió no estan clares. Diverses fonts han afirmat que va caure d'una cadira, va caure graons o va ser agredit perquè havia entrat a l'establiment amb pells Harley-Davidson. Harold Evans, a They Made America, afirma que Kildall va ensopegar i es va colpejar el cap dins del local, i va ser trobat a terra.
Després de la ferida, Kildall va rebre l'alta de l'hospital dues vegades. Va ser declarat mort a l’Hospital Comunitari de la Península de Monterey, l'11 de juliol de 1994.
L'autòpsia, realitzada el 12 de juliol, no va determinar de manera concloent la causa de la mort. Evans afirma que la lesió al cap de Kildall va desencadenar una hemorràgia cerebral, provocant la formació d'un coàgul de sang a l'interior del crani. Una PMF de CP/M Usenet afirma que Kildall va tenir una commoció cerebral a causa de la seva lesió i va morir d'un atac de cor; la connexió entre tots dos no està clara.
Les notícies inicials i la investigació policial van veure la mort de Kildall com un possible homicidi. Segons l'informe del forense, la ferida mortal de Kildall podria haver tingut lloc "com a resultat d'un joc brut", i el cas es va derivar al departament de policia de Monterey. "Anem a investigar com un possible homicidi", va dir el sergent de la policia. Frank Sollecito. "No diré rotundament que és un homicidi".
El cos de Kildall va ser incinerat. Les seves restes van ser enterrades a Evergreen Washelli Memorial Park, al nord de Seattle.

## Reconeixement
Després de l'anunci de la mort de Kildall, Bill Gates va comentar que va ser un dels pioners originals de la revolució dels PC i un informàtic molt creatiu que va fer un treball excel·lent. Encara que érem competidors, sempre vaig tenir un gran respecte per les seves contribucions a La seva prematura mort va ser molt lamentable i es trobarà a faltar el seu treball.
El març de 1995, Kildall va ser homenatjat pòstumament per la Software Publishers Association (SPA) per les seves contribucions a la indústria de la microinformàtica:
- El primer llenguatge de programació i primer compilador específic per a microprocessadors: PL/M. (1973)
- El primer sistema operatiu de disc amb microprocessador, que finalment va vendre un quart de milió de còpies: CP/M. (1974)
- La primera arquitectura de sistema obert amb èxit mitjançant la segregació d'interfícies de maquinari específiques del sistema en un conjunt de rutines de la BIOS. (1975)
- Creació dels primers esquemes de memòria intermèdia de pistes de disquet, algorismes de lectura anticipada, memòria cau de directoris de fitxers i emuladors d'unitats RAM.
- Introducció de sistemes operatius amb capacitats preventives de multitasca i finestres i interfícies d'usuari basades en menús (amb Digital Research): MP/M, Concurrent CP/M, Concurrent DOS, DOS Plus, GEM.
- Introducció d'un recompilador binari: XLT86. (1981)
- La primera interfície d'ordinador per a discs de vídeo que permet la reproducció automàtica no lineal, presagiant la multimèdia interactiva actual. (1984, amb Activenture)
- El sistema de fitxers i les estructures de dades del primer CD-ROM de consum. (1985, amb KnowledgeSet)

L'abril de 2014, la ciutat de Pacific Grove va instal·lar una placa commemorativa a l'exterior de l'antiga residència de Kildall, que també va servir com a seu inicial de Digital Research.

## En la cultura popular
Steve Hauk va escriure una obra de teatre A Mild Concussion. Més tard, amb Stewart Cheifet, es va escriure una segona versió de l'obra sota el títol The Forgotten Computer Genius. L'obra analitza els darrers dies d'un geni de la informàtica.